# Эриксон, Уве
Улоф Вильхельм Эрик Эриксон (швед. Olof Vilhelm Erik Erickson; 21 ноября 1884, Göteborgs Carl Johans parish — 24 мая 1967, Англия), более известный как Уве Эриксон (швед. Ove Erickson) — шведский футболист. Выступал за «Гётеборг». Участник первого матча сборной Швеции по футболу.

## Клубная карьера
В 1903 году выступал за «Гётеборгс ФФ», который в финале чемпионата Швеции уступил другому клубу из Гётеборга — «Гётеборгс ИФ». В 1907 году присоединился к «Гётеборгу», и выступал в его составе на протяжении двух сезонов.

## Карьера в сборной
В 1908 году был выбран отборочной комиссией национальной сборной Швеции по футболу в состав на первый матч сборной. В этом матче, состоявшемся 12 июля, Швеция разгромила сборную Норвегии со счётом 11:3.

## Вне футбола
Помимо футбола играл в гольф. В 1908 году выиграл Stewart's Challenge Cup, старейшее кубковое соревнование Швеции по гольфу. В 1909 году переехал в Лондон, где продолжил принимать участие в турнирах по гольфу.

## Личная жизнь
Имя Уве (швед. Ove) является акронимом из инициалов его имени Улоф Вильхельм Эрик (швед. Olof Vilhelm Erik).
Умер в Англии 24 мая 1967 года. Похоронен в Гётеборге.